# Fondul Global pentru Femei
Fondul Global pentru Femei (în engleză Global Fund for Women) este o  organizație non-profit internațională pentru egalitatea de șanse între femei și bărbați, sprijinind drepturile femeilor și ale fetelor de peste 25 de ani. Fiind o fundație publică, fondurile provin din donații, având peste 20.000 de donatori, 2.000 de consilieri și 500.000 de susținători. Printre temele campaniilor se număra: violența zero, sănătatea sexuală și reproductivă, drepturile și împuternicirea economică și politică.  Viziunea fundației se bazează pe faptul că: “Fiecare femeie și fată este puternică, în siguranță și auzită. Fără excepții!".

## Istorie
Fondul Global pentru femei a fost creat în California, în anul 1987 de catrre Anne Firth Murray, Frances Kissling, Laura Lederer și Nita Barrow, plecând de la ideea că drepturile femeilor sunt esențiale pentru schimbarea socială, economică și politică în toată lumea, fiind benefice pentru toți.
Din 1987, Fondul Global pentru Femei a investit în aproape 5.000 de organizații din 175 de țări, ajutând la câștigarea drepturilor pentru milioane de femei și fete.
 Anne Firth Murray a fost Președintele Fondator din 1986 până în anul 1996. Kavita Remdas, a devenit CEO în 1996, deținând funcția până în 2010. Sub conducerea acesteia capitalul a crescut de la 6 milioane de dolari până la 21 milioane USD. 
Musimbi Kanyoro s-a alăturat organizației în 2011. Sub conducerea acesteia, fondurile au depășit 100 milioane USD.  
În 2014, Fondul Global pentru Femei s-a unit cu Muzeul Internațional al Femeilor (IMOW). 

## Impact
În 2016, Fondul Global pentru Femei a alocat 6,635,567 USD sub formă de granturi pentru 281 de organizații din 68 de țări, acordând 110 subvenții grupurilor ce au sporit împuternicirea politică și economică a femeilor, 99 pentru combaterea violenței bazate pe criteriul de gen și 61 de granturi pentru a promova sănătatea, drepturile sexuale și reproductive ale femeilor.
În ceea ce privește anul 2017, Fondul Global pentru Femei a alocat 10,2 milioane USD sub formă de granturi în 60 de țări, susținând mișcările ce promovează drepturile femeilor, ale fetelor și persoanelor LGBTQIA.
Având la bază probleme precum violența, sănătatea și drepturile sexuale și reproductive și egalitatea economică și politică, “Planul strategic pentru perioada 2015-2020”, are următoarele obiective:
1. Accelerarea strângerii de fonduri (beneficierea de un minimum de 25 de milioane de dolari anual)
2. Consolidarea mișcărilor pentru drepturile femeilor (Demonstrarea unui impact clar asupra drepturilor și mișcărilor femeilor prin elaborarea de granturi și prin promovarea);
3. Extinderea influenței (schimbarea conversațiilor critice privind drepturile femeilor);
4. Mobilizarea resurselor (alianțe strategice cu impact sporit; implementarea a cel puțin patru colaborări majore, generând cel puțin 50 de milioane de dolari și/sau resurse în natură, atrăgând noi susținători semnificativi);
5. Încorporarea inovației  și colaborării (sisteme, culturi, talente, activități și valori).